# Маяк острова Уайтхед
Маяк острова Уайтхед (англ. Whitehead Light) — маяк, расположенный на небольшом острове Уайтхед, находящимся на пути в залив Пенобскот, округ Нокс, штат Мэн, США. Построен в 1804 году. Автоматизирован в 1982 году.

## История
Небольшой остров Уайтхед расположен на пути в город Рокленд и залив Пенобскот, около него много небольших островков и скал, представляющих опасность для судоходства. Уже в 1803 году Конгресс США выделил 2 150$ на строительство маяка на этом острове, и в 1807 году строительство было завершено. Маяк представлял собой деревянную восьмиугольную башню и деревянный дом смотрителя. Деревянные конструкции быстро изнашивались из-за погодных условий, и в 1831 году Конгресс выделил 6 000$ на строительство нового маяка. Новые жилище смотрителя и башня маяка высотой 9 метров были сделаны из камня. В 1838 году была дополнительно построена противотуманная колокольня. Однако и качество построек 1831 года было невысоким, и в 1852 году взамен них были построены новые по проекту архитектора Александра Парриса. Новая башня маяка высотой 12 метров была построена из гранитных блоков. В 1870 году был обновлен противотуманный сигнал. Масляные лампы были заменены на линзу Френеля в 1855 году. В 1891 году был построен новый двухэтажный дом смотрителя на фундаменте от старого и небольшая котельная. Маяк был автоматизирован Береговой охраной США в 1982 году.
В 1988 году он был включен в Национальный реестр исторических мест.
В настоящее время дом смотрителя используется в качестве отеля.